# Вінницькі мури

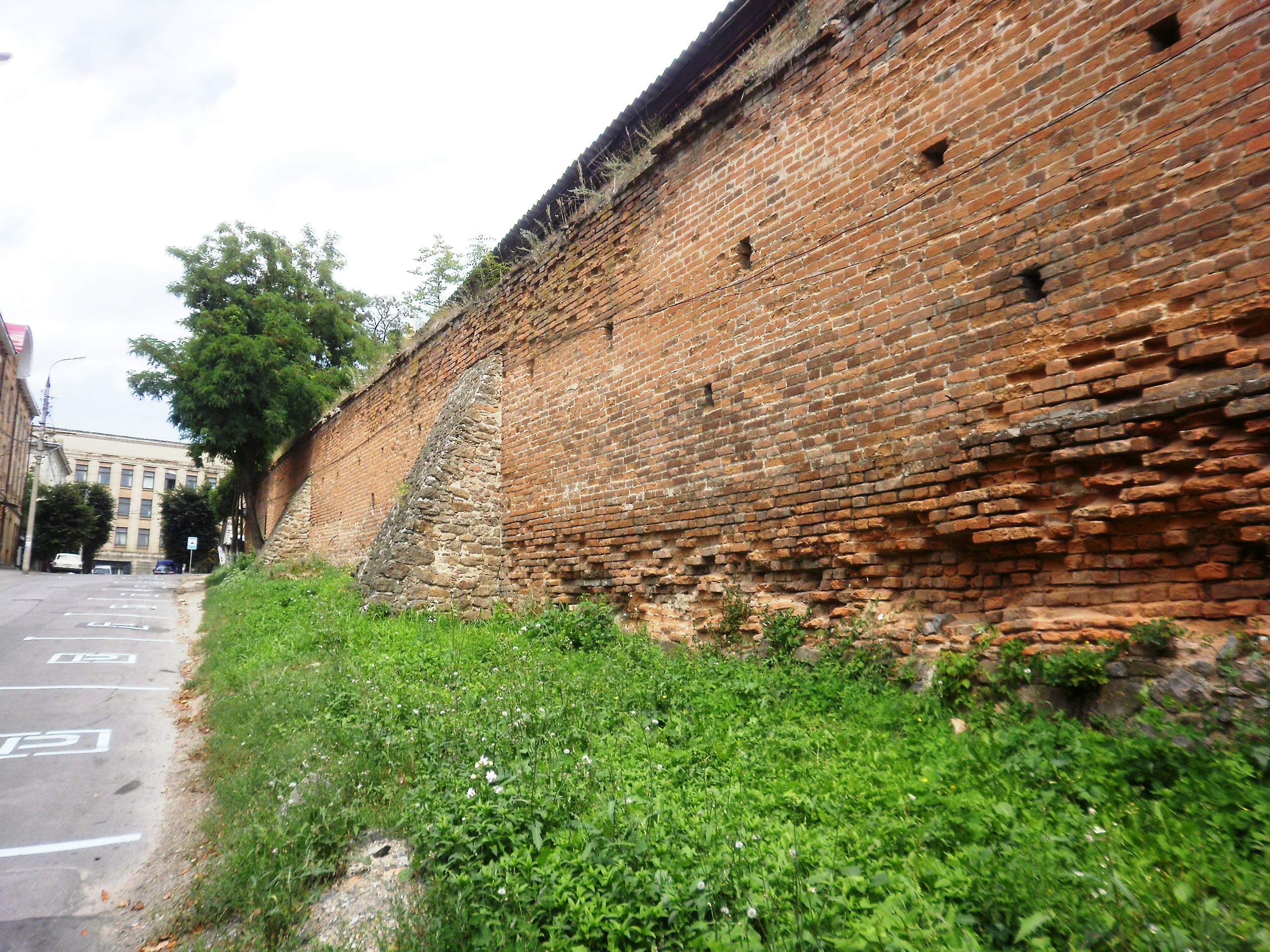
Мури домініканського монастиря в м. Вінниця

49°13′55″ пн. ш. 28°28′31″ сх. д. / 49.232° пн. ш. 28.4752° сх. д.
Вінницькі мури — комплекс оборонних і монастирських споруд XVII століття у Вінниці. Складався з будівель та стін єзуїтського монастиря, єзуїтського костелу, колегіуму та конвікту (гуртожитки), а також домініканського монастиря і домініканського костелу. Будівлі були оточені потужними кріпосними стінами з контрфорсами, бійницями і бойовими вежами. Мури зведені у XVII столітті монахами-єзуїтами, ставши головною оборонною спорудою міста. Пізніше поруч були прибудовані домініканський монастир з костелом.

## Історія

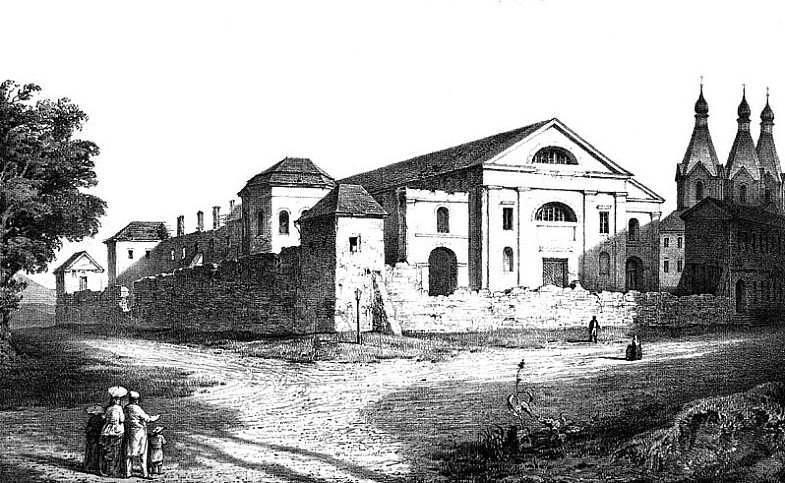
Зображення мурів і єзуїтського колегіума у Вінниці. Середина XIX сторіччя

Відлік історії Вінницьких Мурів починається 1611 р., коли вінницький староста Валентин-Олександр Калиновський надав єзуїтам під будівництво монастиря свою юридику у Вінниці та записав їм розміщені неподалік від міста хутір Кайдачиху і село Казаниху. З 1619 р. єзуїти вже мали в місті постійну резиденцію. У 1630-х рр. вони спорудили кам'яний кляштор, у 30-40-х рр. (до 1645) — костьол. На ренесансну з елементами раннього бароко архітектуру наклала відбиток постійна загроза татарських набігів із близького Дикого Поля та козацьких виступів. Отож єзуїтський комплекс розбудовувався як фортеця, за що й отримав назву «Мури» (від латинського murus — стіна).
Єзуїтські Мури займали важливе місце в житті міста, приймаючи в різний час під своїм дахом державні органи влади, суд, казначейство, тюрму, військові частини і склади, госпіталь, пожежну команду, Казанську церкву, міську богадільню і ломбард, друкарню міського управління і редакцію газети «Юго-Западный край». Найбільше ж вони записалися в дореволюційну історію Вінниці як місце розташування навчальних закладів — єзуїтської школи, підокружної (з 1776), а потім окружної (з 1785) школи відання польської Комісії національної освіти, повітової школи (1799–1814), польської гімназії (1814–1831) та трьох російських гімназій — двох чоловічих (1832–1847, 1907–1919) і жіночої (з 1912).
Після революції давній чернечий комплекс став одним з головних центрів наукового й освітнього, культурного й духовного життя Вінниці. На його території розміщувалися, зокрема, Вінницька філія Всенародної бібліотеки України при ВУАН (1920–1930), педагогічний інститут (1932–1943; тричі перейменовувався), Українська православна автокефальна церква (1923–1938, 1942–1943). Записані Мури і в історію спортивного товариства «Динамо» (йдеться про 1950–1973 рр.). Сьогодні в древніх стінах сусідять Державний архів Вінницької області (з 1920), обласні краєзнавчий (з 1929) і художній музеї (з 1987), технічний ліцей (з 1993).

### Споруди мурів
Великий костел, колегіум і конвікт (гуртожиток) монахи-єзуїти почали зводити в 1610.
У 1617 будівлі єзуїтського і домініканського монастирів обнесені оборонним муром з вежами і склали єдину фортецю, за якою закріпилася назва Мури. Внаслідок аварійного стану південна частина оборонної стіни з пов'язаними з нею келіями та іншими будівлями була розібрана в 1870-х.
У 1891 обвалилася частина стіни з боку головного фасаду костелу.
У 1901 незначна частина приміщень відремонтована. Оновлення споруд монастиря почалося в 1907 у зв'язку з пристосуванням їх під чоловічу гімназію, а в 1911 в монастирі розміщена і жіноча гімназія.

### Вежі та стіни
Вежі та стіни були побудовані єзуїтами ще до початку будівництва домініканського костелу в 1617 році. Стіни призначалися для захисту від набігів татар і запорожців. Значна частина стін з вежами, які оточували єзуїтський і домініканський монастирі, зруйнована. Збереглася лише кутова південно-західна башта з південною і частиною західної стін. Башта цегляна, квадратна в плані, з закругленими кутами, одноярусна, на високому цоколі, що розширюється донизу, укріплена контрфорсами, перекрита склепіннями. На сьогодні розробляється науково-проектна документація, спрямована на їх збереження. Стіни складені з цегли, мають численні бійниці. Мури складені з великої червоної цегли на гранітному основі. Два ряди невеликих квадратних бійниць, тонкий поясок тосканського фриза збігають на стіни з масивної кутової вежі, рівної за висотою. Форма башти нагадує величезний дзвін, розправлений на квадратному плані. Округлені кути башти фланковані пілястрами, що розширюються, дотримуючись дзвоноподібного силуету вежі.

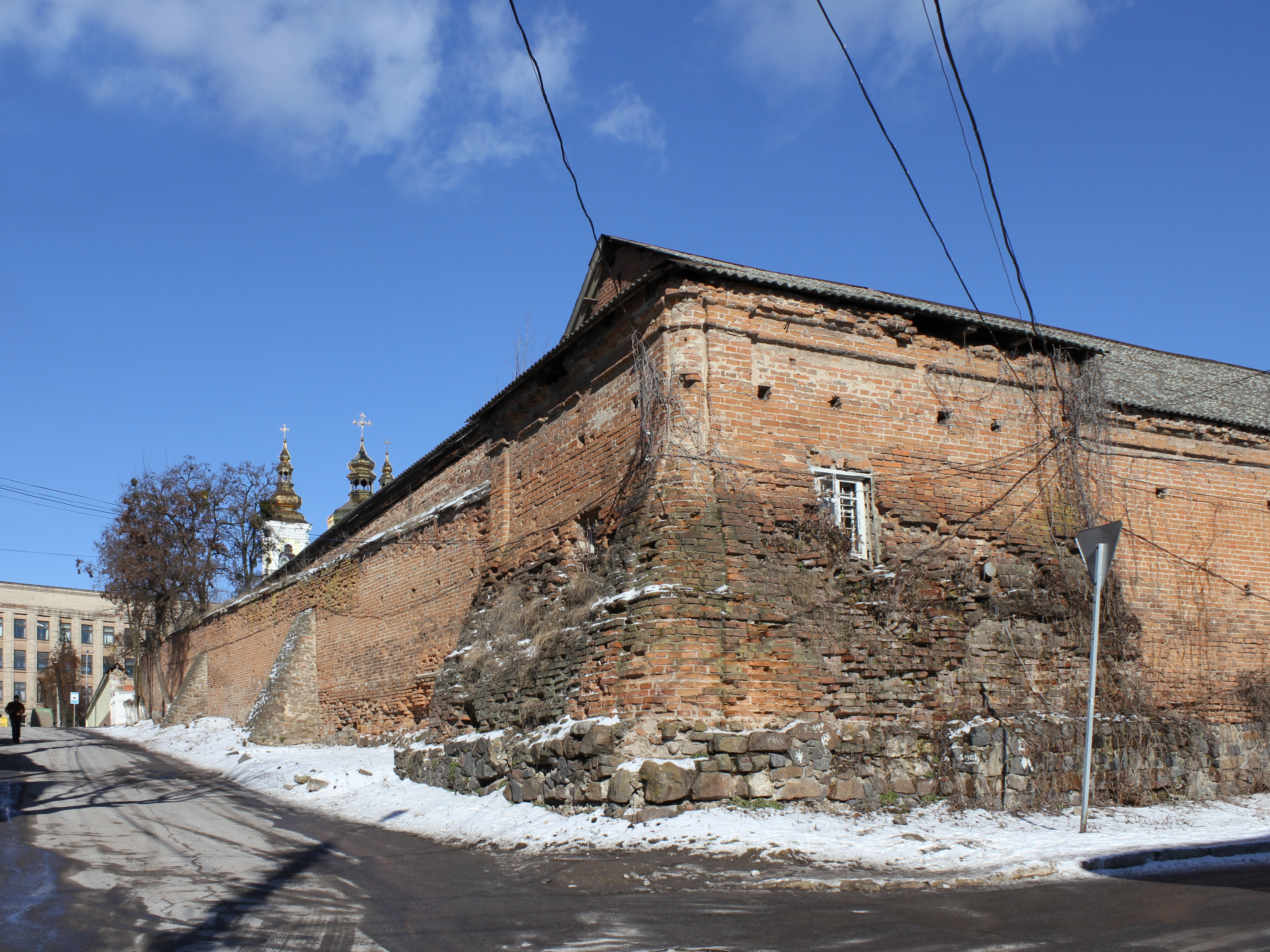
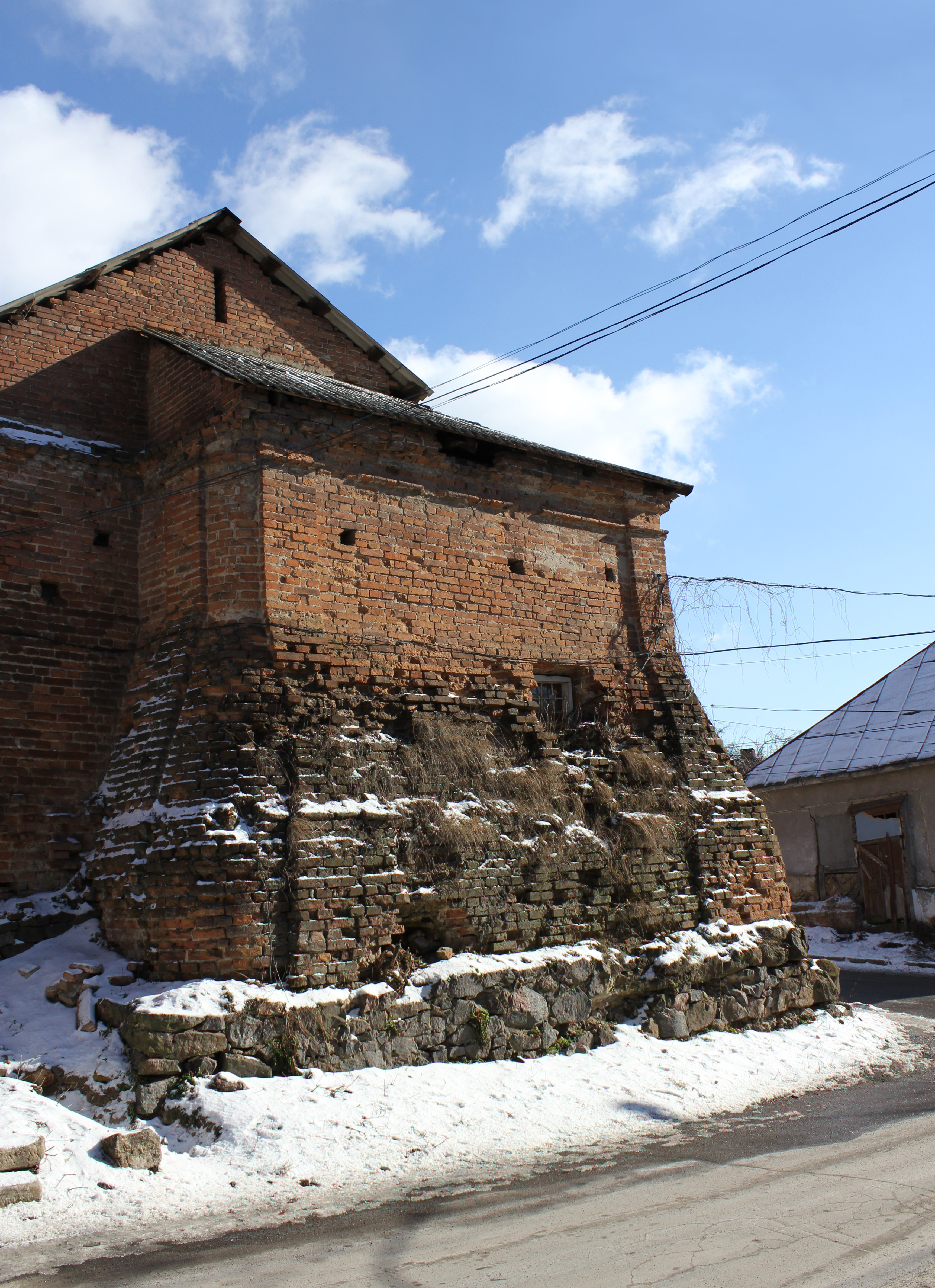
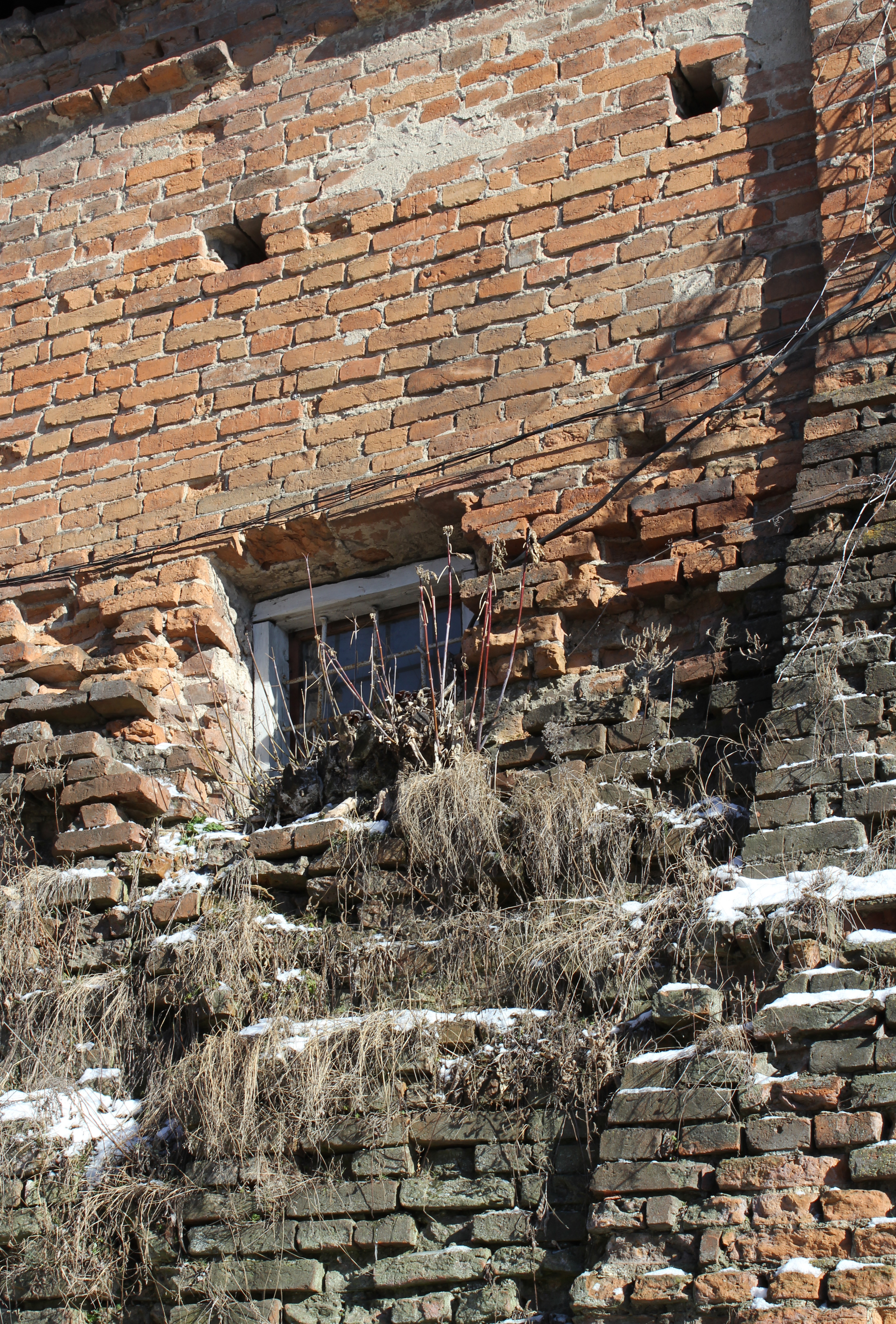
Західне вікно кутової вежі
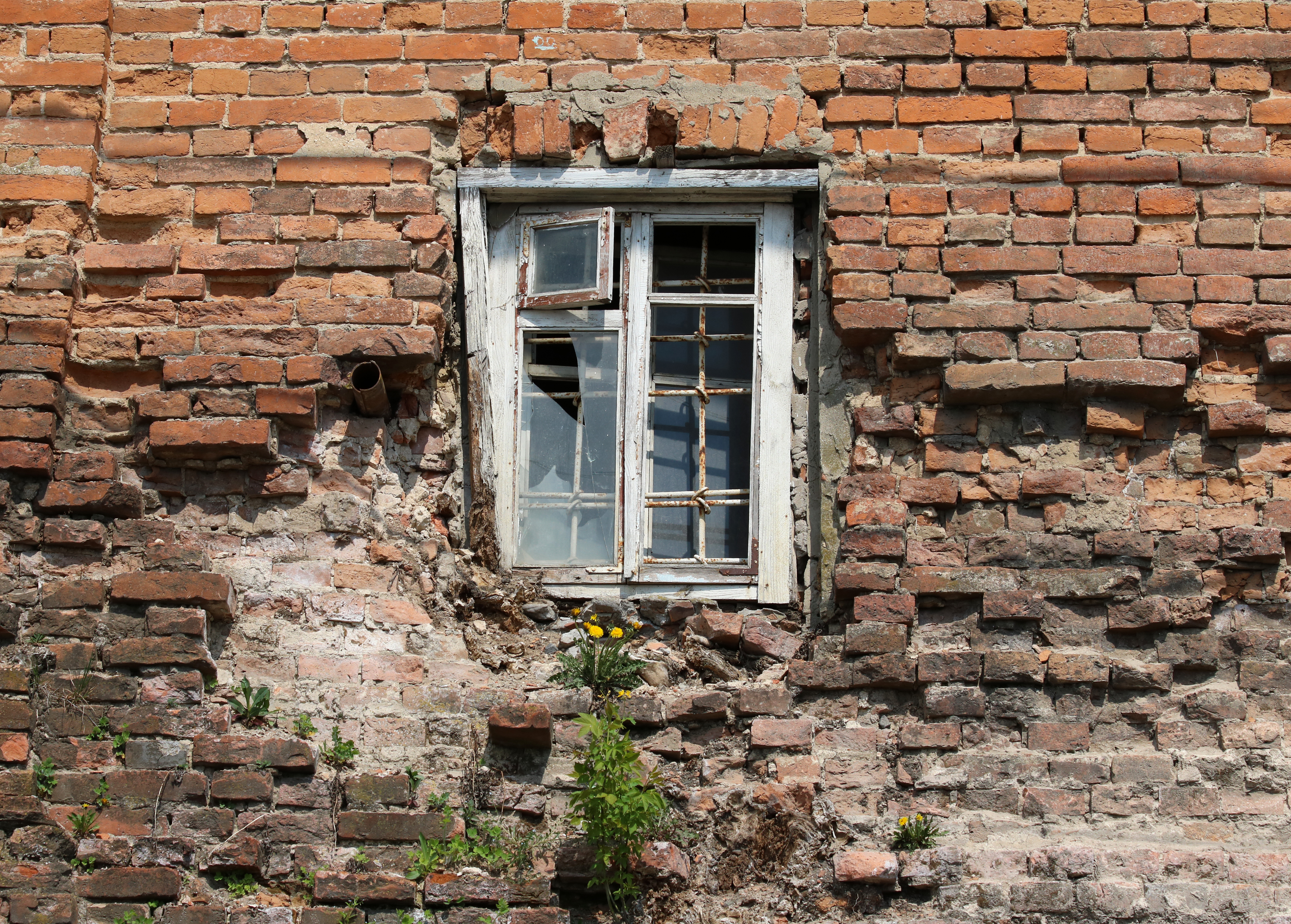
Південне вікно кутової вежі
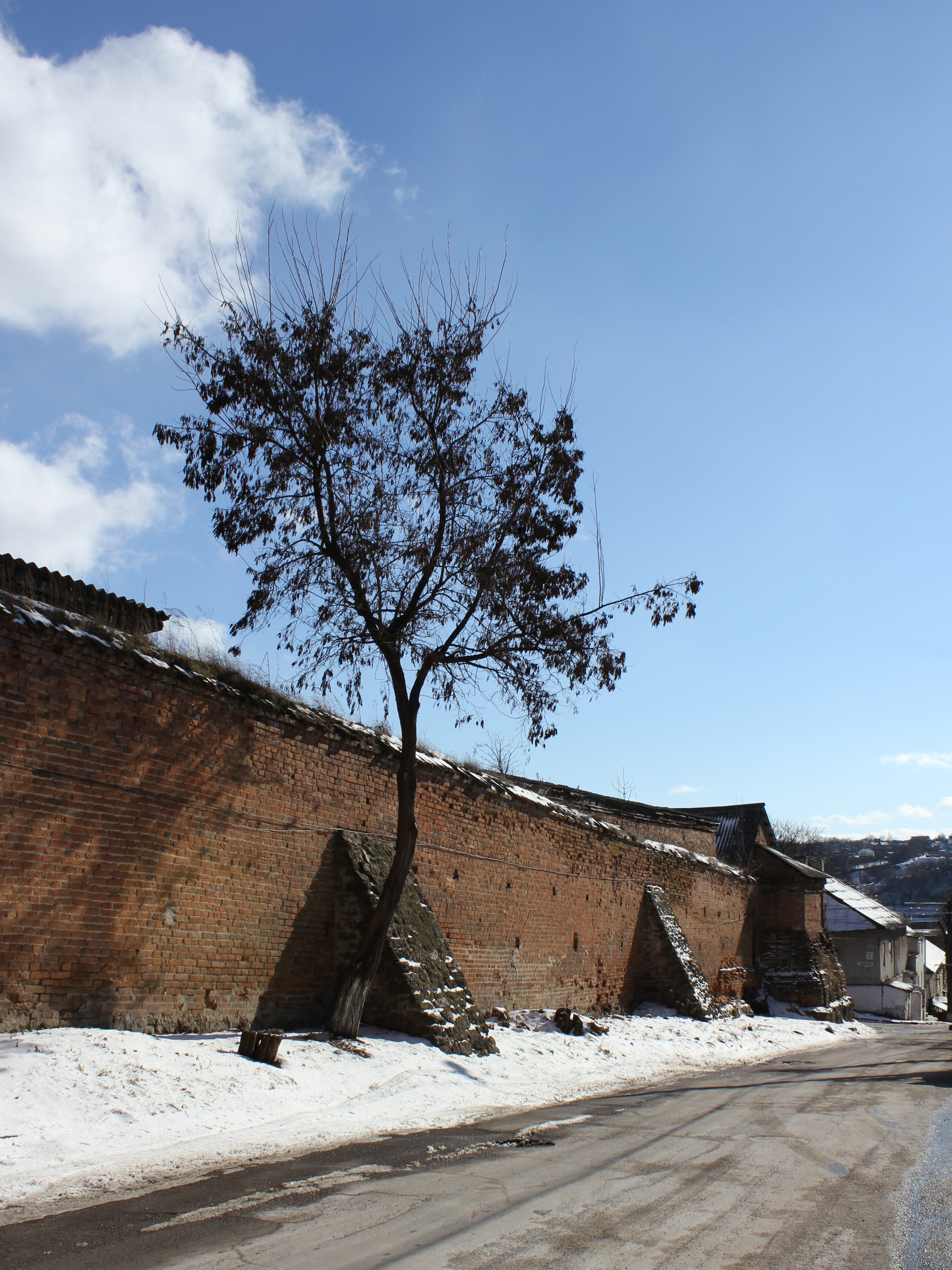